# Luồng nút
Luồng nút (node stream) là phương pháp chuyển một lượng lớn dữ liệu trên thiết bị di động hoặc trang web (chẳng hạn như tải lên hình ảnh chi tiết) bằng cách chia nhỏ tệp hoặc dữ liệu thành các phần có thể quản lý . Các khối dữ liệu không sử dụng nhiều bộ nhớ máy tính, do đó chúng ít có khả năng làm chậm thiết bị, cho phép người dùng thực hiện các thao tác khác trên đó trong khi chờ quá trình truyền tệp hoàn tất.
Về mặt kỹ thuật, trong Node.js, một luồng nút là luồng dữ liệu liên tục có thể đọc hoặc ghi được, có thể được thao tác không đồng bộ khi dữ liệu đi vào (hoặc ra).
API này có thể được sử dụng trong các ứng dụng web chuyên sâu về dữ liệu trong đó khả năng mở rộng là một vấn đề.
Một luồng có thể là một số thứ, không chỉ là một luồng tệp, chẳng hạn như trình phân tích cú pháp, yêu cầu HTTP hoặc một tiến trình con, v.v.